# Elvira Garcés di Castiglia
Elvira Garcés di Castiglia (978 – Oviedo, 1017) fu regina consorte di Bermudo II di León dal 991 al 999 e poi reggente del regno di León dal 999 al 1008, quando il figlio Alfonso V di León raggiunse la maggiore età.

## Biografia
Nata presumibilmente intorno al 978, Elvira era la quinta figlia del conte di Castiglia García Fernández e della moglie Ava di Ribagorza. Sposò il cugino Bermudo II nel novembre 991 dopo che egli aveva ripudiato la prima moglie Velasquita Ramírez. L'unione rafforzò il legame tra la contea di Castiglia e il regno di León. Alla morte di Bermudo nel 999, il loro primogenito, l'infante Alfonso V fu incoronato re il 13 ottobre, ma visto che aveva appena cinque anni la madre fu nominata reggente fino al raggiungimento della maggiore età insieme a Mendo II Gonçalves.
Nel 1004 Elvira, con il supporto del fratello Sancho Garcés, tentò di diventare la sola reggente del regno, esautorando Mendo, e la questione, per decisione del figlio di Almanzor, Abd al-Malik al-Muzaffar, fu sottoposta al giudice dei cristiani di Cordova, che si pronunciò in favore di Mendo. Alfonso avrebbe preso il controllo del suo regno nel 1008 e sarebbe rimasto in buoni rapporti con la famiglia della madre fino al 1014, quando la famiglia Banu Gómez si ribello al re, forte del sostegno di Sancho Garcés. In questo periodo di tensioni domestiche e politiche, Elvira si ritirò a Oviedo, dove morì dopo l'agosto 1017.

## Matrimonio e discendenza
Nel 991 divenne la seconda moglie di Bermudo II di León, con cui ebbe quattro figli:
- Alfonso (996-1028), re di León;
- Teresa di León (992-1039), che sposò Almanzor
- Sancha di León (?-dopo il 1030), monaca a Oviedo;
- Elvira di León (dopo il 1028), citata in un documento, datato 1028.[4]

## Ascendenza
|                           |                         |                            | Genitori               |  |  | Nonni |  |  | Bisnonni                    |  |  | Trisnonni      |  |
|                           |                         |                            |                        |  |  |       |  |  | Gonzalo Fernández de Burgos |  |  | Fernando Muñoz |  |
|                           |                         |                            |                        |  |  |       |  |  | Gonzalo Fernández de Burgos |  |  | Fernando Muñoz |  |
|                           |                         | Gutina Díaz                |                        |  |  |       |  |  | Gonzalo Fernández de Burgos |  |  |                |  |
| Ferdinando Gonzales       |                         |                            |                        |  |  |       |  |  | Gonzalo Fernández de Burgos |  |  |                |  |
|                           |                         | Muniadomna di Lara         | …                      |  |  |       |  |  |                             |  |  |                |  |
|                           |                         | Muniadomna di Lara         | …                      |  |  |       |  |  |                             |  |  |                |  |
|                           |                         | Muniadomna di Lara         | …                      |  |  |       |  |  |                             |  |  |                |  |
| García Fernández          |                         | Muniadomna di Lara         |                        |  |  |       |  |  |                             |  |  |                |  |
|                           |                         | Sancho I Garcés di Navarra | García II Jiménez      |  |  |       |  |  |                             |  |  |                |  |
|                           |                         | Sancho I Garcés di Navarra | García II Jiménez      |  |  |       |  |  |                             |  |  |                |  |
|                           |                         | Sancho I Garcés di Navarra | Dadildis di Pallars    |  |  |       |  |  |                             |  |  |                |  |
| Sancha Sánchez di Navarra |                         | Sancho I Garcés di Navarra |                        |  |  |       |  |  |                             |  |  |                |  |
|                           |                         | Toda di Navarra            | Aznar Sánchez          |  |  |       |  |  |                             |  |  |                |  |
|                           |                         | Toda di Navarra            | Aznar Sánchez          |  |  |       |  |  |                             |  |  |                |  |
|                           |                         | Toda di Navarra            | Onneca Fortúnez        |  |  |       |  |  |                             |  |  |                |  |
| Elvira di Castiglia       |                         | Toda di Navarra            |                        |  |  |       |  |  |                             |  |  |                |  |
|                           | Bernardo I di Ribagorza | Raimondo I di Ribagorza    |                        |  |  |       |  |  |                             |  |  |                |  |
|                           | Bernardo I di Ribagorza | Raimondo I di Ribagorza    |                        |  |  |       |  |  |                             |  |  |                |  |
|                           | Bernardo I di Ribagorza | Ginigenta                  |                        |  |  |       |  |  |                             |  |  |                |  |
| Raimondo II di Ribagorza  | Bernardo I di Ribagorza |                            |                        |  |  |       |  |  |                             |  |  |                |  |
|                           |                         | Toda Galíndez d'Aragona    | Galindo III d'Aragona  |  |  |       |  |  |                             |  |  |                |  |
|                           |                         | Toda Galíndez d'Aragona    | Galindo III d'Aragona  |  |  |       |  |  |                             |  |  |                |  |
|                           |                         | Toda Galíndez d'Aragona    | Arcibella di Guascogna |  |  |       |  |  |                             |  |  |                |  |
| Ava di Ribagorza          |                         | Toda Galíndez d'Aragona    |                        |  |  |       |  |  |                             |  |  |                |  |
|                           |                         | Guglielmo I di Fezensac    | …                      |  |  |       |  |  |                             |  |  |                |  |
|                           |                         | Guglielmo I di Fezensac    | …                      |  |  |       |  |  |                             |  |  |                |  |
|                           |                         | Guglielmo I di Fezensac    | …                      |  |  |       |  |  |                             |  |  |                |  |
| Garsenda di Fezensac      |                         | Guglielmo I di Fezensac    |                        |  |  |       |  |  |                             |  |  |                |  |
|                           |                         | …                          | …                      |  |  |       |  |  |                             |  |  |                |  |
|                           |                         | …                          | …                      |  |  |       |  |  |                             |  |  |                |  |
|                           |                         | …                          | …                      |  |  |       |  |  |                             |  |  |                |  |
|                           |                         | …                          |                        |  |  |       |  |  |                             |  |  |                |  |